# Witbank Spurs Football Club
El Witbank Spurs Football Club es un club de fútbol de Sudáfrica, de la ciudad de Witbank. Fue fundado en 2000 y juega en la Primera División de Sudáfrica.

## Historia
El equipo se fundó en 1965 con el nombre de Eastern Rangers. Luego se cambió el nombre por el de Ferrometals, y más tarde por el de Peoples Bank Spurs.
En 2000 se volvió a refundar con el nombre actual. En 2005 ascendió a la Primera División de Sudáfrica. 

## Uniforme
- Uniforme titular: Camiseta naranja, pantalón blanco y medias naranjas.
- Uniforme alternativo: Camiseta blanca, pantalón azul y medias blancas.

## Estadio
El Witbank Spurs juega en el Estadio Ackerville. 